# Rinorea abbreviata
Rinorea abbreviata és una espècie de planta que pertany a la família de les violàcies. És endèmica al Gabon.

## Descripció i distribució
Rinorea abbreviata és un petit arbre de fins a 8 m d'alçada. Les seves branques joves són glabres i arrodonides. El seu fruit no es veu, com el de la Rinorea keayi. Creix a l'Àfrica equatorial